# Heinrich Fürbringer
Heinrich Fürbringer (* 31. März 1884 in Emden; † 18. Mai 1965 in Syke) war ein deutscher Verwaltungsbeamter und Politiker.

## Leben
Heinrich Fürbringer war der Sohn des Emder Oberbürgermeisters Leo Fürbringer. Er war von 1919 bis 1932 Landrat des Kreises Syke und von 1932 bis 1945 Landrat des Landkreises Grafschaft Hoya, der 1932 aus dem Kreis Syke und dem Kreis Hoya gebildet worden war.
Von November 1925 bis 1929 war Fürbringer Mitglied des Provinziallandtages der Provinz Hannover und gehörte dort von 1926 bis 1929 der Fraktion Arbeitsgemeinschaft an.

## Ehrungen
Nach ihm ist die Fürbringerstraße in Twistringen benannt.